# Opel Z18XER
Der Z18XER ist ein von GM-Powertrain Europe konstruierter und gefertigter Motor, der beim Automobilhersteller Opel unter der Bezeichnung Ecotec angeboten wird. Er ist der komplett neu entwickelte Nachfolger des Z18XE bei gleichem Hub und ist wie dieser ein 4-Zylinder-Reihen-Ottomotor mit Vierventil-Zylinderkopf und 1,8 Litern Hubraum.
Trotz dieser zusätzlichen Ausstattung gelang es, das Gewicht des neuen Triebwerks im Vergleich zum Vorgänger um drei Prozent zu senken und gleichzeitig eine höhere Steifigkeit zu erreichen.

## Technische Daten
| Motortyp                                     | General Motors 1.8L I-4 Fam1 Gen3                                           |
| Bauart                                       | Vierzylinder-Reihenmotor                                                    |
| Prinzip                                      | Viertakt-Ottomotor                                                          |
| Ventile pro Zylinder                         | 4, V-Anordnung                                                              |
| Hubvolumen                                   | 1796 cm³                                                                    |
| Nennleistung bei Drehzahl                    | 103 kW (140 PS) bei 6300/min                                                |
| spezifische Leistung                         | 57,3 kW/l (78 PS/l)                                                         |
| max. Drehmoment bei Drehzahl                 | 175 Nm bei 3800/min                                                         |
| spezifisches Drehmoment                      | 97,4 Nm/l                                                                   |
| Verdichtung                                  | 10,5:1                                                                      |
| mittlerer effektiver Druck bei Pmax          | 1092,4 kPa                                                                  |
| max. Drehzahl                                | 6500/min                                                                    |
| Einbaulage                                   | vorne quer, 7° 50" vorwärts geneigt                                         |
| Material Zylinderblock                       | Grauguss (Hollow Frame)                                                     |
| Material Zylinderkopf                        | Aluminiumguss                                                               |
| Material Kurbelwelle                         | Gusseisen mit Kugelgraphit                                                  |
| Material Nockenwellen                        | Schalenhartguss, hohlgegossen                                               |
| Nockenwellen                                 | 2 obenliegend, doppelt kontinuierlich phasenverstellbar (DCVCP)             |
| Verstellwinkel Nockenwelle Einlass / Auslass | 60 / 45 °KW                                                                 |
| Nockenwellenantrieb                          | Zahnriemen                                                                  |
| Einlassventil Durchmesser                    | 31,2 mm                                                                     |
| Auslassventil Durchmesser                    | 27,5 mm                                                                     |
| Zylinderabstand                              | 86 mm                                                                       |
| Zylinderbohrung                              | 80,5 mm                                                                     |
| Kolbenhub                                    | 88,2 mm                                                                     |
| Hub-Bohrungsverhältnis                       | 1,1                                                                         |
| Einlasskrümmer                               | Kunststoff, zweistufige Ansaugglängenverstellung                            |
| Auslasskrümmer                               | geschweißter, rostfreier Stahl, 4 in 1 mit direkt gekoppeltem Katalysator   |
| Motorsteuerung                               | Siemens Simtec 75.1                                                         |
| Kraftstoffqualität                           | 91 / 95 / 98 ROZ                                                            |
| Abgasnachbehandlung                          | motornaher 3-Wege-Katalysator mit 2 Lambda-Sonden                           |
| Abgasgrenzwerte                              | EU IV                                                                       |
| Schmiersystem                                | Öldruck; Motorölkühler; Kolbenboden-Spritzkühlung                           |
| Motoröl Füllmenge                            | 4,5 l                                                                       |
| Kühlsystem                                   | Flüssigkeit, geschlossener Kreislauf; elektronisch gesteuert                |
| Kühlflüssigkeit Füllmenge                    | 5,9 l                                                                       |
| Zündsystem                                   | Zündspule auf Kerze; Hoch-Energie-Zündung; zylinderselektive Klopferkennung |
| Motormasse (DIN 70020)                       | 118 kg                                                                      |
| Produktionsort                               | Szentgotthárd, Ungarn                                                       |

## Verwendung
Verwendung fand der Motor in den Modellen Astra H, Meriva A, Signum, Vectra C, Insignia A, Zafira sowie dem Alfa Romeo 159, Alfa Romeo GT, Fiat Croma, Chevrolet Cruze und dem Chevrolet Orlando